# КК Дјечин
КК Дјечин (чеш. BK Děčín) је чешки кошаркашки клуб из Дјечина. Из спонзорских разлога пун назив клуба тренутно гласи Армекс Дјечин (Armex Děčín). У сезони 2020/21. такмичи се у Првој лиги Чешке.

## Успеси

### Национални
- Првенство Чешке:
  - Вицепрвак (4): 2015, 2016, 2017, 2019.

- Куп Чешке:
  - Финалиста (4): 2012, 2015, 2016, 2017.

### Међународни
- Алпе Адрија куп:
  - Финалиста (1): 2020.

## Познатији играчи
- Лубош Бартон
- Вил Хачер